# Lubraniec Poduchowny
Lubraniec Poduchowny – część miasta Lubraniec w Polsce, położona w województwie kujawsko-pomorskim, w powiecie włocławskim. Rozpościera się w rejonie kościoła.
W latach 1867–1954 w gminie Piaski, gdzie w 1933 roku utworzył gromadę. 5 października 1954 włączony do Lubrańca.